# Tres (instrument)
Tres – instrument muzyczny z rodziny chordofonów szarpanych pochodzący z Kuby. Występuje w dwu odmianach kubańskiej i portorykańskiej.

## Odmiana kubańska[1]

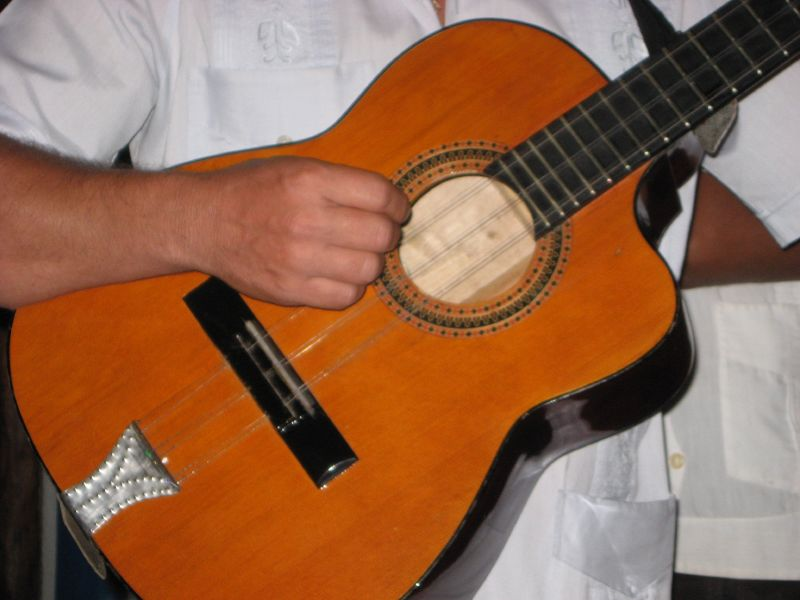
Tres Kubański

Posiada 6 strun w trzech chórach dwustrunowych. Strojona z reguły pod akord C-dur:
- Tradycyjna (struny w oktawach) - G4 G3, C4 C4, E3 E4
- trzeci (górny) chór unisono tj. G4 G3, C4 C4, E4 E4

Występują również stroje podniesione o cały ton.

## Odmiana portorykańska[1]
Posiada 9 strun w trzech chórach trzystrunowych. Posiada dodatkowe wcięcia w pudle rezonansowym na wzór innego instrumentu - Cuatro. Strojony G4 G3 G4, C4 C4 C4, E4 E3 E4.